# Kattenspoelworm
De kattenspoelworm (Toxocara cati) is een vrij lange parasitaire rondworm (Nematode) die voorkomt in de darmen van een aantal soorten katachtigen. Het is een van de meest voorkomende spoelwormen bij katten. De levenscyclus lijkt sterk op die van de hondenspoelworm. De besmettelijke eitjes van deze spoelworm kunnen ook ziektes veroorzaken bij de mens (toxocariasis).

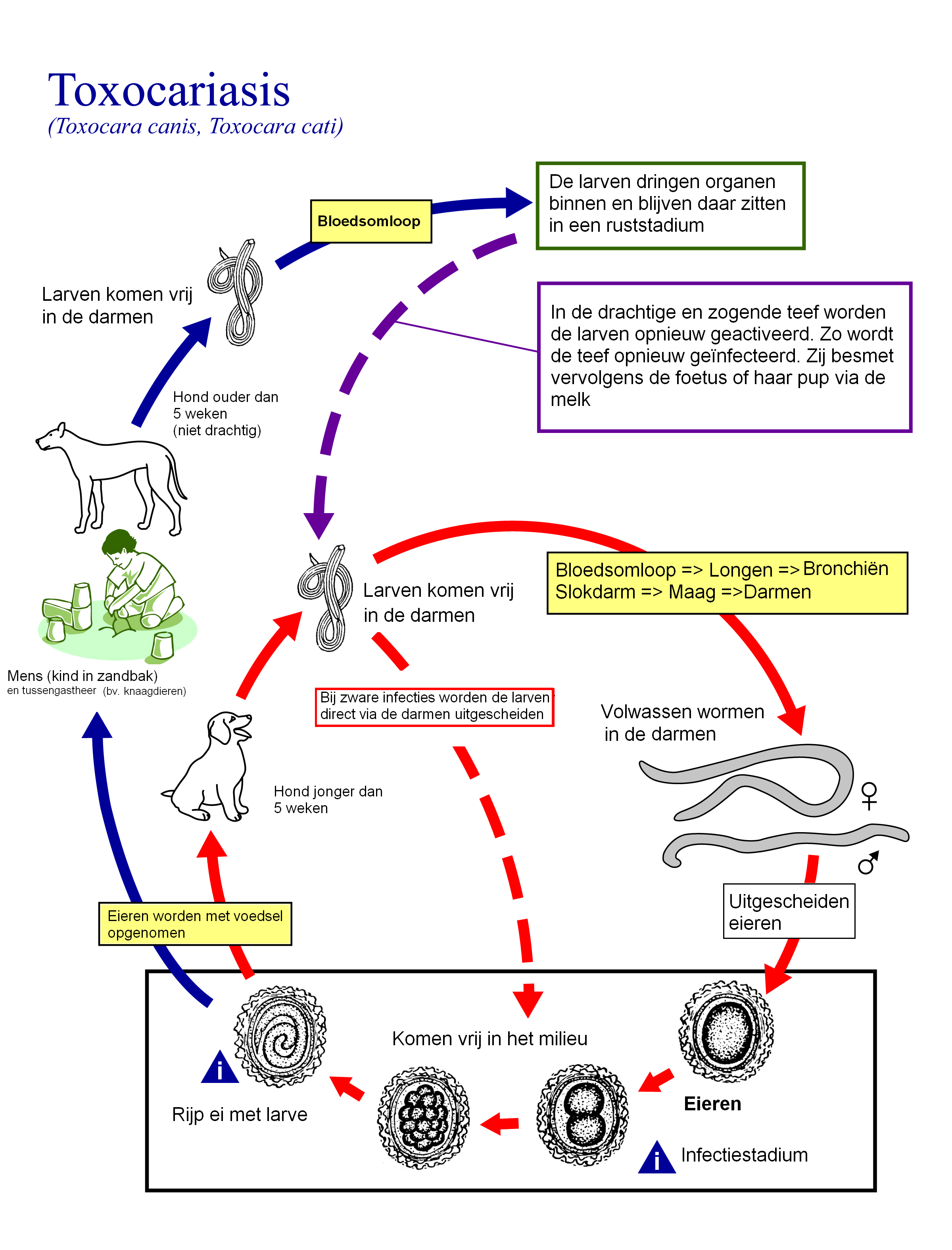
levenscyclus van spoelwormen uit het geslacht Toxocara